# صنایع دیپ اسپیس
صنایع دیپ اسپیس (انگلیسی: Deep Space Industries) شرکت هوافضای آمریکایی است، که در سال ۲۰۱۳ تأسیس شد.